# Антикатон
Антикатон (лат. Anticato) — втрачений твір Гая Юлія Цезаря, що був написаний в серпні 45 року до Р. Х. у відповідь на втрачений памфлет Цицерона «Катон», у якому автор звеличував Марка Порція Катона Молодшого та критикував Цезаря. Текст обох творів втрачено, залишились лише згадування у роботах тогочасних авторів, а також невеликі фрагменти. Передбачається, що «Антикатон» став збірником усіх чуток, що порочать Катона, як наприклад історія, ніби Катон просіював попіл кремованого брата в пошуках золота.

## Історія написання

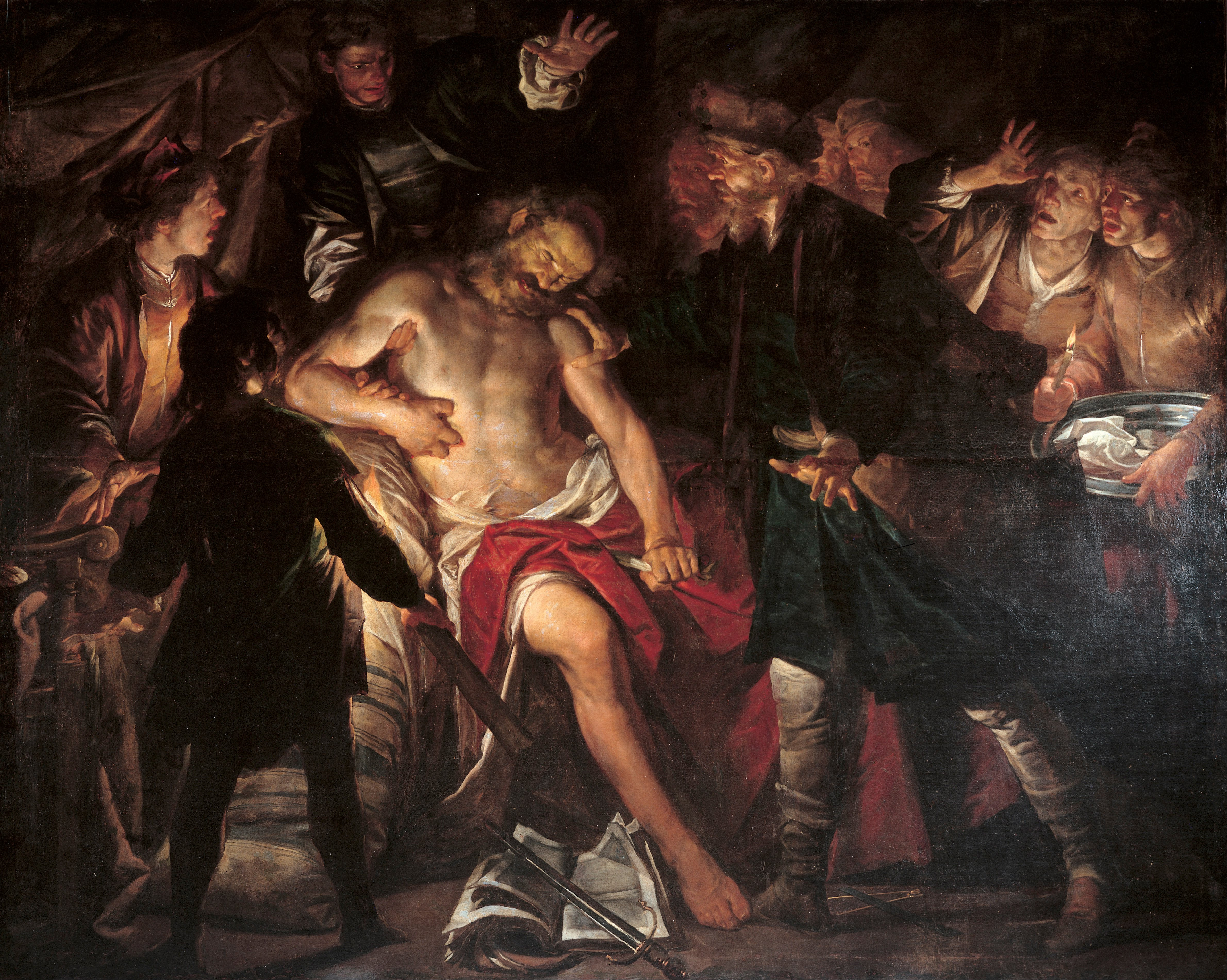
Джоакіно Ассерето, «Смерть Катона», близько 1640

Коли Марк Порцій Катон у квітні 46 р. до Р. Х. після поразки помпеянців при Тапсі наклав на себе руки, щоб не потрапити в полон до Цезаря, це незабаром виявилося останнім і найважчим ударом з усіх, що він зумів завдати в багаторічній боротьбі своєму противнику. Своїм самогубством він позбавив Цезаря безсумнівно бажаного приводу виявити великодушність, пробачити переможеного і таким чином продемонструвати всьому світу, що він вищий за ненависть і мстивість. Таким чином, переможець втратив можливість протиставити ригоризму супротивника свою терпимість і, помилувавши переможеного, довести перевагу власної справи, щоб таким чином досягти схвалення та визнання у широких громадських колах.
Натомість Республіка отримала свого мученика; і вже дуже скоро з'ясувалося, наскільки особистість Катона підходила для цієї ролі — а саме коли опозиційна партія стала інтерпретувати його смерть як прояв незламної волі до опору, як останній відчайдушний крок, вжитий для того, щоб уникнути існування в умовах політичної та духовної несвободи.
Слідом за цією ефектною смертю почалася все зростаюча ідеалізація образу Катона, і коли критики, що не змусили себе чекати, не зуміли надовго досягти визнання, все життя Катона стало єдиним у своєму роді прикладом безстрашної боротьби за вільну державу (libera res publica). Це чудово демонструє його життєпис, написаний Плутархом, який цілком пронизаний такою завищеною оцінкою.
Нібито на прохання Марка Юнія Брута Цицерон уже у квітні 46 р. до Р. Х., тобто безпосередньо після отримання звістки про смерть Катона, приступив до написання твору покійному. Вже на початку липня Цицерон писав про нього «Катон захоплює мене», і до цього часу твір мало бути вже закінчено. цитата з «Оратора», який був опублікований у листопаді, ясно свідчить, що «Катон» був уже завершений, коли починалася робота над «Оратором». Крім того, у листі Цицерона до Тірона, написаному в липні 46 р. до Р. Х., повідомляється про те, як поширювався «похвальний твір» (Laudatio); а саме, Цицерон просив у ньому Тирона допомогти переписувачам, якщо вони в якомусь місці не зможуть прочитати його почерк.
Незважаючи на це, очевидно, до фактичної публікації «Катона» у листопаді 46 р. до Р. Х. пройшло ще кілька місяців. Близько 5 листопада 46 р. до Р. Х.. Цезар вирушив на Іспанську війну. Перші звістки про «Катон» Цицерона він отримав, перебуваючи на театрі бойових дій.
Цезар, а також, можливо, і його найближче оточення, здатні були відразу ж усвідомити приховану небезпеку, яку представляв цей твір для нього та подальшої реалізації його політичних цілей, і тому вважали за необхідне негайно відреагувати.
Спочатку Гірцій — відповідно до побажання Цезаря і, напевно, за домовленістю з ним, — пише заперечення, яке відправляє Цицерону; 9 травня 45 р. воно вже знаходиться у розпорядженні останнього. За два дні Цицерон запитує в Аттіка його думки про цей твір. Цицерон хоче підтвердження власного судження, згідно з яким публікація твору Гірція не применшує, але підвищує авторитет Катона — всупереч наміру автора. Так, принаймні, звучить наведене Цицероном обґрунтування його неодноразових прохань до Аттіка широко поширити книгу Гірція. Цицерон не дуже помиляється в цьому своєму судженні про твори Гірція, оскільки Аттік явно прийшов до подібної думки і повідомив його Цицерону, як випливає з його листа 2. Однак перш за все невдача Гірція очевидна з того, що Цезар, зі свого боку, все ж таки вважав за потрібне додатково взяти слово з того ж питання.
Твір Цицерона, опублікований листопаді 46 р., наприкінці року прибуває Іспанію і потрапляє до рук Цезаря. Після цього, у січні та лютому, Гірцій береться за складання заперечень на нього. Цезар визнає їхню безрезультатність і у березні 45 р. сам береться за перо. Його «Антикатон» дістався Цицерона, приблизно влітку. Бо з листа Цицерона до Аттика від 22 або 23 серпня 45 до Р. Х. ясно, що Цицерон на той час прочитав «книгу проти Катона», сприйняв її схвально і вже відправив Цезарю послання з цього приводу.
Проте літературна дискусія про особистість Катона не обмежилася працями Цицерона, Гірція і Цезаря. Приклад Цицерона особливо швидко знайшов послідовників, так що вже незабаром великий шанобливий твір про Катона з'явився з-під пера того самого Брута, який раніше надихнув Цицерона на його працю. Цезар міг прочитати його і порівняти з книгою Цицерона ще в Іспанії або дорогою назад, коли він кілька тижнів провів у Нарбонській Галлії. 12 серпня 45 р. Цицерон повідомляє Аттику судження Цезаря про цей твір, яким той поділився в листі. Також видається, що до цього написаного Брутом прославлення (laudatio) належить уже лист від 17 березня 45 р. до Р. Х., де Цицерон скаржиться, що Брут на користь Катона применшив його власні заслуги у переслідуванні катилінаріїв.
Заперечення Бруту проти цього «Катона» за кілька десятиліть написав уже літній Август, то, перебуваючи в його найближчому оточенні, він міг бути безпосереднім свідком доопрацювання «Антикатону».
У листуванні Цицерона є також відомості про «Катон», що вийшов з-під пера епікурейця Марка Фадія Галла. Цей твір також виник пізніше серпня 45 р. до Р. Х..
Нарешті, у зв'язку з цим слід, згадати також життєпис Катона, написаний його найближчим другом Мунацієм Руфом, ймовірно, одночасно з похвалою Ціцерона або трохи пізніше, у відповідь на атаку Цезаря. Через посередництво Тразея Пета його зміст, вочевидь, було включено в плутарховий життєпис Катона.
З творами їхніх супротивників було трохи інакше. Бо після того, як Цезар власноруч виклав свою точку зору ніхто з оточення Цезаря більше не вважав ні за необхідне, ні навіть за розумне брати участь у дискусії.
Звісно ж, що згодом впливали лише твори Цицерона і Цезаря, що очікувалося з огляду на видатного становища обох. Своєю суперечкою вони визначили дискусію про справжній образ Катона, що тривала протягом усієї античності.

## Літературна форма
Дослідники нерідко давали твору Цезаря такі визначення, як інвектива, пасквіль чи памфлет. Ці поняття загалом можуть сказати лише небагато про форму і жанрову належність праці, бо памфлет міг бути і поемою, і листом, і промовою, але все ж таки подібне уявлення спрямовує думку — і, не без наміру, — у певний бік. Бо такі поняття, звісно, викликають деякі асоціації. Так, приходять в голову сумнозвісна інвектива проти Цицерона, що збереглася під ім'ям Саллюстія, або твір Дідія, представлений як відповідь Цицерону.
«Антикатон» слід розглядати у безпосередньому зв'язку з подібними творами повсякденної політичної боротьби, що призвело до оманливих висновків про його характер. Бо «Антикатон» і за задумом, і за змістом не можна порівняти з тими традиційними брошурами, націленими в основному на моментальний і різкий вплив.
Однак і щодо форми можна знайти лише дуже умовні паралелі. Наприклад, коли Цицерон говорить про «Антикатон» Гірція «Якщо ти прочитаєш лист Гірція…», це ще не означає, що цей твір був складений у формі листа — щонайменше за своїм фіктивним оформленням. Навпаки, Цицерон тут характеризує словом «Лист» (лат. epistula) лише те що, що твір йому надіслали . Це повідомлення не дає жодних відомостей про зовнішній вигляд твору. В інших місцях Цицерон називає його словом «книга» (лат. liber).
Навпаки, є деякі підстави вважати, що «Антикатон» Цезаря — і це може скидатися на інвективи проти Цицерона і Саллюстія, оформлені як промови в сенаті, — корилася правилам усного виступу. Плутарх неодноразово використовує стосовно нього, як і до «Катона» Цицерона, слово λόγος, але це мало що доводить через семантичну широту цього поняття. Більшу вагу має висловлювання Кремуція в наведеній у Тацита захисної мови, де він називає твір Цезаря «мовою у відповідь» (rescripta oratio). Це означає, що тут Антикатон розглядається як письмова мова у відповідь на цицероновського Катона. Додаткова вказівка на схожість із судовою полемікою ще більше прояснює обставини, що лежать в основі справи: твори Цицерона і Цезаря співвідносилися один з одним так само, як і мова у відповідь ораторів у судовому процесі. Предметом, за і проти якого вони вимовляються, в даному випадку виступає особистість Катона, а це тягне за собою і важливу відмінність від судових промов: Катон підлягає не юридичній, а політичній та моральній оцінці. Вирок йому мав виносити не суддя, а широка римська громадськість. Таким чином, промови і проти нього відносяться не до судового типу (genus iudiciale), але до характерного (genus demonstrativum).
З цією точкою зору узгоджується той факт, що «Катон» Цицерона неодноразово визначається як laudes, laudatio, ἐγκώμιον (Вихваляння, похвальне слово, шаноблива промова.), а «Антикатон» Цезаря — як vituperatio(nes) або κατηγορία (Засудження, звинувачення.). Якщо надалі виходити з правильності припущення, що твір Цицерона був чимось на кшталт епітафії з уславленням покійного, то лише зростає ймовірність того, що Цезар для свого заперечення теж використовував форму промови. Так, він міг навіть зберегти визначене у творі Цицерона розташування матеріалу.
Усе це підкріплює гіпотезу, за якою «Антикатон» був написаний у формі промови. З таким висновком узгоджуються результати дослідження Лео Хольтца, який зумів довести, що ряд риторичних елементів, ритму, умов і фігур, що зустрічаються в мізерних дослівних цитатах з «Антикатону», також виявляється також у фрагментах промов Цезаря.